# 1999 (албум)
1999 је дебитантски микстејп америчког репера Џоија Бедеса (стилизовано као Joey Bada$$). Објављен је 12. јуна 2012. године за њујоршку издавачку кућу CMG (Cinematic Music Group). На продукцији албума су сарађивали многи њујоршки репери и продуценти као што су MF Doom, Џеј Дила и Лорд Финес. На албуму гостују чланови реп групе Pro Era, чији је члан био Џои Бедес.
Када је први пут објављен, микстејп 1999 је био доступан за бесплатно преузимање са интернета, да би након изласка Џоијевог првог студијског албума B4.Da.$$ овај микстејп постао доступан за куповину преко iTunes апликације.
Микстејп је доживео велики успех код критике. Критичари су хвалили продукцију издања и Џоијеву вештину реповања и писања текстова. Микстејп је номинован за више награда, а нашао се и на листама најбољих албума 2012. године.
Видео спотови су објављени за песме Hardknock, Survival Tactics, FromdaTombs и Waves.

## Списак песама
| №               | Назив | Трајање |  |
| 1.              | Summer Knights | 1:56    |  |
| 2.              | Waves | 3:32    |  |
| 3.              | FromdaTombs (Ft. Chuck Strangers) | 3:25    |  |
| 4.              | Survival Tactics (Ft. Capital STEEZ) | 3:23    |  |
| 5.              | Killuminati (Ft. Capital STEEZ) | 2:34    |  |
| 6.              | Hardknock (Ft. CJ Fly) | 5:18    |  |
| 7.              | World Domination | 2:43    |  |
| 8.              | Pennyroyal | 2:50    |  |
| 9.              | Funky Ho's | 4:29    |  |
| 10.             | Daily Routine | 2:58    |  |
| 11.             | Snakes (Ft. T'nah Apex) | 4:19    |  |
| 12.             | Don't Front (Ft. CJ Fly) | 4:22    |  |
| 13.             | Righteous Minds | 3:44    |  |
| 14.             | Where It's At (Ft. Kirk Knight) | 4:09    |  |
| 15.             | Suspect (Ft. Pro Era, Capital STEEZ, CJ Fly, Chuck Strangers, Dyemond Lewis, Nyck Caution, Kirk Knight, Rokamouth, T'nah Apex & Dessy Hinds) | 11:47   |  |
| Укупно трајање: | Укупно трајање: | 61:29   |  |

Када је микстејп поново објављен у јуну 2018. године, песма Suspect је преименована у Third Eye Shit.